# Thơ viết trong tù
Thơ viết trong tù (tiếng Ukraina: В казематі) – là tên một tập thơ của Đại thi hào dân tộc Ukraina, Taras Shevchenko viết trong nhà tù của Tổng cục III (The Third Section of His Imperial Majesty's Own Chancellery) ở Saint Petersburg sau khi bị bắt vì tội tham gia vào Hội ái hữu Thánh Cyril và Methodius (một tổ chức chính trị hoạt động bí mật ở Kiev nhằm chống lại chế độ nông nô). 

## Nội dung tập thơ
Tập "Thơ viết trong tù" lúc đầu có 13 bài thơ:
1-Một mình em đơn độc
(Ой одна я, одна)
2-Khe mương nối tiếp khe mương
(За байраком байрак)
3-Tôi chẳng hề quan tâm một điều rằng
(Мені однаково, чи буду)
4-Người ta nói với em: "Đừng bỏ mẹ mà đi"
(Не кидай матері! — казали)
5-Con thường đi ra mộ để làm chi?
(Чого ти ходиш на могилу?)
6-Ôi ba con đường lớn
(Ой три шляхи широкії)
7-Gửi N. Kostomarov
(Н. Костомарову)
8-Vườn nhỏ anh đào bên mái tranh
(Садо́к вишне́вий ко́ло ха́ти)
9-Tôi không ngủ được, mà đêm – như biển cả
(Не спалося, — а ніч, як море)
10-Những tân binh từ sáng sớm
(Рано-вранці новобранці)
11-Thật nặng nề sống ở nơi tù ngục
(Неволі тяжко, хоча й волі)
12-Liệu chúng mình có còn gặp lại không?
(Чи ми ще зійдемося знову?)
13-Người cắt cỏ
(Косар)
Phiên bản gốc của những bài thơ này – trong một bản thảo riêng biệt (được lưu trữ tại Viện Văn học mang tên Taras Shevchenko, thuộc Viện Hàn lâm Khoa học Ukraina). Toàn bộ tập thơ này được Shevchenko chép vào "Cuốn sách nhỏ" ở pháo đài Orsk và thêm một bài thơ mở đầu "Hỡi những người anh em, ta hãy cùng nhau nhớ". Trong "Cuốn sách lớn" nhà thơ đặt tên cho tập thơ ghi lời đề tặng "Thơ viết trong tù – Tặng những người bạn tù" (В казематі. Моїм соузникам посвящаю). Bài thơ "Tôi không ngủ được, mà đêm – như biển cả" không có trong "Cuốn sách lớn".

## Xuất bản
Trong các năm 1858 – 1867 tất cả các bài thơ này đã được in ở các ấn phẩm khác nhau. Tập "Thơ viết trong tù" mở đầu một giai đoạn sáng tạo mới của Taras Shevchenko – kể từ khi bị bắt năm 1847 đến khi mãn hạn tù.

## Đặc điểm, tính nghệ thuật của tập thơ tù
Cả tập thơ tù là những tâm trạng, những suy ngẫm và những quan sát của Taras Shevchenko, đặc trưng đối với những bài thơ viết trong thời kỳ này. Ở đây, lần đầu tiên xuất hiện những mô-típ tù đày, là nỗi nhớ quê hương cùng với sự khẳng định thái độ và chính kiến không gì thay đổi của nhà thơ. Về thể loại – tập thơ này là những suy ngẫm trữ tình, những bài phúng dụ, những bài tình ca biến thể từ các mô-típ dân gian, những bài ballade lãng mạn, những bài thơ đối thoại vv…

## Dịch ra tiếng Việt
Tập thơ này đã được Nguyễn Viết Thắng dịch đầy đủ ra tiếng Việt trong khuôn khổ của dự án "Taras Shevchenko – 150 bài thơ và trường ca", bao gồm những tác phẩm quan trọng nhất của Taras Shevchenko và là những tác phẩm chưa in trong cuốn "Thơ Taras Shevchenko" xuất bản năm 2004, tái bản năm 2012.

## Trích một số bài
..........................
..........................
| III Мені однаково, чи буду Я жить в Україні, чи ні. Чи хто згадає, чи забуде Мене в снігу на чужині — Однаковісінько мені. В неволі виріс між чужими І, неоплаканий своїми, В неволі, плачучи, умру. І все з собою заберу, Малого сліду не покину На нашій славній Україні, На нашій — не своїй землі. І не пом’яне батько з сином, Не скаже синові: — Молись, Молися, сину, за Вкраїну Його замучили колись. — Мені однаково, чи буде Той син молитися, чи ні... Та неоднаково мені, Як Україну злії люде Присплять, лукаві, і в огні Її, окраденую, збудять... Ох, не однаково мені. VI Ой три шляхи широкії Докупи зійшлися. На чужину з України Брати розійшлися. Покинули стару матір. Той жінку покинув, А той сестру. А найменший — Молоду дівчину. Посадила стара мати Три ясени в полі. А невістка посадила Високу тополю. Три явори посадила Сестра при долині... А дівчина заручена — Червону калину. Не прийнялись три ясени, Тополя всихала, Повсихали три явори, Калина зов’яла. Не вертаються три брати. Плаче стара мати, Плаче жінка з діточками В нетопленій хаті. Сестра плаче, йде шукати Братів на чужину... А дівчину заручену Кладуть в домовину. Не вертаються три брати, По світу блукають, А три шляхи широкії Терном заростають. IX Не спалося, а ніч, як море. (Хоч діялось не восени, Так у неволі.) До стіни Не заговориш ні про горе, Ні про младенческие сны. Верчуся, світу дожидаю, А за дверима про своє Солдатськеє нежитіє Два часовії розмовляють. 1 Така ухабиста собой, И меньше белой не дарила. А барин бедненькой такой. Меня-то, слышь, и подсмотрили, Свезли в Калугу и забрили. Так вот те случай-то какой! 2 А я... аж страшно, як згадаю. Я сам пішов у москалі; Таки ж у нашому селі Назнав я дівчину... Вчащаю І матір удову єднаю. Так пан заклятий не дає. «Мала, — каже, — нехай дождуся». І, знай, вчащаю до Ганнусі. На той рік знову за своє; Пішов я з матір’ю просити. «Шкода, — каже, — і не проси. П’ятсот, — каже, — коли даси, Бери хоч зараз...» Що робити! Головко бідна! Позичать? Та хто таку позичить силу? Пішов я, брате, зароблять. І де вже ноги не носили, Поки ті гроші заробив. Я годів зо два проходив По Чорноморії, по Дону... І подарунків накупив Найдорогіших... От вертаюсь В село до дівчини вночі — Аж тілько мати на печі, Та й та, сердешна, умирає, А хата пусткою гниє. Я викресав огню, до неї... Од неї пахне вже землею, Уже й мене не пізнає! Я до попа та до сусіди, Привів попа, та не застав — Вона вже вмерла. Нема й сліду Моєї Ганни. Я спитав Таки сусіду про Ганнусю. «Хіба ти й досі ще не знаєш? Ганнуся на Сибір пішла. До панича, бачиш, ходила, Поки дитину привела Та у криниці й затопила». Неначе згага запекла. Я ледве-ледве вийшов з хати, Ще не світало. Я в палати Пішов з ножем, не чув землі... Аж панича вже одвезли У школу в Київ. От як, брате! Осталися і батько й мати, А я пішов у москалі. І досі страшно, як згадаю. Хотів палати запалить Або себе занапастить, Та Бог помилував... А знаєш, Його до нас перевели Із армії чи що? 1 Так что же, Ну, вот теперь и приколи. 2 Нехай собі. А Бог поможе, І так забудеться колись. Вони ще довго говорили, Я став перед світом дрімать, І паничі мені приснились І не дали, погані, спать. XI Косар Понад полем іде, Не покоси кладе, Не покоси кладе — гори. Стогне земля, стогне море, Стогне та гуде! Косаря уночі Зострічають сичі. Тне косар, не спочиває Й ні на кого не вважає, Хоч і не проси. Не благай, не проси, Не клепає коси. Чи то пригород, чи город, Мов бритвою, старий голить. Усе, що даси. Мужика, й шинкаря, Й сироту-кобзаря. Приспівує старий, косить, Кладе горами покоси, Не мина й царя. І мене не мине, На чужині зотне, За решоткою задавить, Хреста ніхто не поставить. І не пом’яне. | III Tôi chẳng hề quan tâm một điều rằng Tôi sẽ sống ở Ukraina hay không Người đời sẽ quên hay vẫn nhớ Về tôi đang sống ở nơi xa lạ Những điều này tôi chẳng bận tâm. Lớn lên trong tù, giữa những người xa lạ Chẳng khóc than về những thứ của mình Tôi khóc than trong tù rồi chết Và mang theo tất cả xuống suối vàng. Chẳng để lại chút gì, dù dấu vết Trên đất Ukraina vinh quang Của mình – mà không phải của mình. Người cha sẽ không nói với đứa con Rằng tôi từng sống trong tù ngục, rằng: "Vì Ukraina mà con hãy cầu nguyện Người đang chịu cảnh bị bạo hành". Tôi chẳng hề quan tâm rằng đứa con Sẽ cầu nguyện hoặc không… mà tôi chỉ Quan tâm sâu sắc một điều như thế: Rằng Ukraina bị lũ bạo tàn Bằng mánh khóe tinh ranh ru ngủ Rồi cướp bóc, đốt Ukraina trong lửa… Điều này thì tôi thực sự quan tâm. VI Ôi ba con đường lớn Từng gặp gỡ với nhau… Ba người anh em nọ Ra đi từ Ukraina. Họ giã từ người vợ Họ chia tay mẹ già Chia tay em gái nhỏ Và bạn gái ngày thơ. Bà mẹ già sau đó Trồng ba cây tần bì Cô con dâu cũng đã Trồng một cây dương cao. Và cô em gái nhỏ Trồng ba cây phong nhỏ Còn bạn gái ngày thơ – Cây kim ngân màu đỏ. Nhưng kim ngân héo úa Ba cây phong lụi tàn Cây dương cao trụi lá Tần bì cũng héo hon. Ba người không trở lại Người mẹ già nức nở Vợ con giờ khóc than Trong ngôi nhà lạnh lẽo. Cô em gái đi tìm Ba người nơi xứ lạ… Còn cô bạn tuổi xanh Đã nằm yên trong mộ. Cả ba người anh em Chu du khắp thế gian Cả ba con đường lớn Mận gai đã mọc tràn. IX Tôi không ngủ được, mà đêm – như biển cả Cả tâm hồn lẫn trí tuệ bị tù đày Mà với những bức tường kia Câu chuyện không về nỗi đau khổ Không về những giấc mộng ngày thơ! Tôi trở mình trằn trọc chờ trời sáng Còn phía sau cánh cửa kia có hai người lính Đang trò chuyện về số phận của mình Những gì nhớ những gì quên. Người thứ nhất: Ôi, ôi, ôi! Bà cho không ít hơn một đồng bạc trắng Còn quý ông lại vô cùng bủn xỉn! Người ta chộp được tôi Đưa về Kaluga rồi cho vào lính Chuyện coi như là đã rồi. Người thứ hai: Còn chuyện của tôi nhớ lại mà thấy hãi! Tôi vào lính là do tự nguyện mà thôi. Ở làng ngày ấy tôi yêu một cô gái Mẹ cô ấy cũng ủng hộ hai chúng tôi Mẹ mong rằng hai đứa sẽ đẹp đôi Nhưng tên chúa đất lại tìm cách ngăn cản: Nói rằng bé hãy còn chưa kịp lớn Tôi đành chờ, tìm cách đến với người yêu Một năm sau tôi quyết định một điều: Tôi cùng với mẹ đến nhà thưa chuyện Nhưng chuyện với chúa đất không hề quan trọng Mà ông ấy chỉ cần năm trăm rúp mà thôi… Biết kiếm đâu ra số tiền ấy hả trời? Ông ấy không tin gì, dù van xin, khóc lóc Không ai cho tiền, chỉ còn mỗi cách Là bằng bàn tay lao động làm ra Thế là tôi đã cất bước đi xa. Qua vùng biển Đen, miền sông Đông rộng lớn Tôi kiếm được tiền, mua nhiều quà tặng Và quay về tìm Ganna yêu dấu của mình Tôi trở về, tìm đến nhà em trong đêm Nhưng chỉ nhìn thấy một bà già nằm bên bếp Bà già gầy gò như đang chờ chết Còn ngôi nhà giờ hoang vắng, trống trơn Tôi bước đến gần với một vẻ kinh hoàng Bà mẹ già đang trong cơn hấp hối Không còn nhận ra tôi – chàng trai ngày ấy! Tôi gọi cha đạo, gọi hàng xóm láng giềng Cha đạo đến, nhưng tất cả đã muộn màng Bà mẹ già đã chết rồi. Còn dấu vết Của người tôi yêu thì không ai biết. Nhưng có người hàng xóm đã nói với tôi: "Chẳng lẽ cậu không nghe tin cho đến lúc này? Ganna đã bỏ đi về miền Si-bê-ri hun hút Nàng đã từng phải phục dịch tên chúa đất Sau đó nàng đã sinh một đứa con Nhưng nàng đã dìm nó xuống sông!" Nghe vậy – tôi cảm thấy như người bị bỏng Bước ra khỏi ngôi nhà, cầm con dao quắm Tôi chạy tìm tên chúa đất khốn kiếp kia Tôi chạy không còn biết đất dưới chân là gì… Nhưng tên chúa đất đã không còn ở đó Nó học ở Ki-ép rồi… Chuyện của tôi là thế! Mẹ cha tôi, tôi bỏ lại ở quê hương Và tôi vào lính, cất bước lên đường. Giờ hồi tưởng lại mà tôi còn thấy khiếp Tôi đã từng định đốt hết nhà tên chúa đất Hoặc là sẽ tự giết chết mình Nhưng Trời tha cho… Và anh biết không Sau đó người ta chuyển tên chúa đất Vào quân đội, Và tôi nhìn thấy mặt. Người thứ nhất: Thế rồi sao? Thì anh hãy xử hắn lúc này! Người thứ hai: Thôi để nó yên. Chúa Trời sẽ giúp Quên đi những tháng ngày khủng khiếp. Những người lính đã trò chuyện huyên thiên Còn tôi lúc gần sáng đã mơ màng ngủ Và tôi mơ thấy biết bao tên địa chủ Những kẻ đã làm tôi không thể ngủ yên. XI Người cắt cỏ Người bước đi trên đồng Không phải mùa cắt cỏ Không đồng cỏ - núi non Mặt đất và biển cả Đều gào thét, rú lên. Người cắt cỏ trong đêm Gặp những con cú vọ Người không hề ngơi nghỉ Không để ý một ai Hỏi hay không cũng thế. Không van xin nài nỉ Người không mài lưỡi dao Ngoại ô hay thành phố Giống như con dao cũ Không cần mài lần nào. Nông phu và chủ quán Thi sĩ, trẻ mồ côi. Và người già hát đệm Đặt đồng cỏ núi đồi Vua chúa không hề hiếm. Đến lượt người thấy tôi Ở nơi chốn xa xôi Đang ngồi sau song sắt Không ai cho thập ác Và quên lãng giữa đời. Bản dịch của Nguyễn Viết Thắng |